# Liste des ponts sur l'Orb
La liste des ponts sur l'Orb recense les ponts présents sur le cours d'eau français de l'Orb.

## Ponts présents sur le cours d'eau de l'Orb
(Le classement étant fait de l'amont vers l'aval, il a été volontairement inversé les colonnes Rives droite et gauche).

### Ponts mixtes aux départements de l'Aveyronet de l'Hérault
(Sauf mentions contraires, les indications fournies dans la colonne Route / voie ferrée sont communes aux deux départements).
| Image                                                                 | Pont                           | Rive droite                                  | Rive gauche                            | Longueur totale | Localisation et altitude                     | Type du pont                    | Route / voie ferrée                  | Année | Monument historique |
| --------------------------------------------------------------------- | ------------------------------ | -------------------------------------------- | -------------------------------------- | --------------- | -------------------------------------------- | ------------------------------- | ------------------------------------ | ----- | ------------------- |
| Image manquante.                                                      | Source de l'Orb                | Cornus (Aveyron)                             | Romiguières (Aveyron)                  |                 | 43° 49′ 46,55″ N, 3° 14′ 54,42″ E Alt. 822 m | Source sur la commune de Cornus | Non loin de la D 142                 |       |                     |
| Image manquante.                                                      | Pont du Furou                  | Le Clapier (Aveyron)                         | Roqueredonde (Hérault) hameau du Furou |                 | 43° 48′ 45,14″ N, 3° 12′ 29,13″ E Alt. 513 m | Pont à voûtes                   | Voirie communale                     |       |                     |
| Image manquante.                                                      | Pont de Caussareilles          | Le Clapier (Aveyron) hameau de Caussareilles | Roqueredonde (Hérault)                 |                 | 43° 48′ 52,26″ N, 3° 11′ 55,67″ E Alt. 494 m | Pont à voûtes                   | Voirie communale proche de la D 142E |       |                     |
| Image manquante.                                                      | Pont de la Plane               | Le Clapier (Aveyron)                         | Roqueredonde (Hérault)                 |                 | 43° 48′ 46,05″ N, 3° 10′ 59,93″ E Alt. 491 m | Pont à voûtes                   | D 93 (Aveyron) D 142E (Hérault)      |       |                     |
| Image manquante.                                                      | Pont de Saint-André            | Le Clapier (Aveyron) hameau de Saint-André   | Roqueredonde (Hérault)                 |                 | 43° 48′ 56,6″ N, 3° 09′ 10,58″ E Alt. 458 m  | Pont à voûtes                   | D 393                                |       |                     |
| Image manquante.                                                      | Pont de la gare de Saint-André | Le Clapier (Aveyron) hameau de Saint-André   | Roqueredonde (Hérault)                 |                 | 43° 48′ 55,36″ N, 3° 09′ 08,98″ E Alt. 454 m | Pont en treillis                | Ligne de Béziers à Neussargues       |       |                     |
| Sortie du département de l'Aveyron -43° 48′ 49,63″ N, 3° 09′ 03,49″ E |                                |                                              |                                        |                 |                                              |                                 |                                      |       |                     |

### Ponts dans ledépartement de l'Hérault
| Image                                                                      | Pont                                        | Rive droite         | Rive gauche            | Longueur totale | Localisation et altitude                     | Type du pont               | Route / voie ferrée                | Année        | Monument historique |
| -------------------------------------------------------------------------- | ------------------------------------------- | ------------------- | ---------------------- | --------------- | -------------------------------------------- | -------------------------- | ---------------------------------- | ------------ | ------------------- |
| Entrée dans le département de l'Hérault -43° 48′ 49,63″ N, 3° 09′ 03,49″ E |                                             |                     |                        |                 |                                              |                            |                                    |              |                     |
| Image manquante.                                                           | Pont de la D 902                            | Ceilhes-et-Rocozels | Roqueredonde           |                 | 43° 48′ 49,52″ N, 3° 09′ 03,44″ E Alt. 454 m | Pont à voûtes              | D 902                              |              |                     |
| Pont roman du XVIe siècle.                                                 | Pont roman à l'Est de Ceilhes               | Ceilhes-et-Rocozels | Ceilhes-et-Rocozels    |                 | 43° 48′ 07,34″ N, 3° 07′ 13,12″ E Alt. 428 m | Pont à voûtes              | D 138                              | XIVe siècle  |                     |
| Image manquante.                                                           | Pont de Ceilhes                             | Ceilhes-et-Rocozels | Ceilhes-et-Rocozels    |                 | 43° 48′ 04,44″ N, 3° 06′ 32,9″ E Alt. 433 m  | Pont à voûtes              | D 8                                |              |                     |
| Barrage de la retenue d'Avène.                                             | Passerelle du barrage des monts d'Orb       | Avène               | Avène                  | 240 m           | 43° 45′ 55,87″ N, 3° 05′ 35,8″ E Alt. 416 m  | Barrage                    | Proche de la D 8                   | 1960         |                     |
| Image manquante.                                                           | Pont d'Avène                                | Avène               | Avène                  |                 | 43° 45′ 25,1″ N, 3° 05′ 52,66″ E Alt. 378 m  | Pont à voûtes              | D 8E13                             | XIIIe siècle | 1986.               |
| Image manquante.                                                           | Pont de l'aire de jeu                       | Avène               | Avène                  |                 | 43° 45′ 23,18″ N, 3° 05′ 57,9″ E Alt. 367 m  | Pont mixte acier-béton     | Chemin vicinal proche de la D 8    |              |                     |
| Image manquante.                                                           | Passerelle de l'aire de jeu                 | Avène               | Avène                  |                 | 43° 45′ 26,09″ N, 3° 06′ 03,75″ E Alt. 366 m |                            |                                    |              |                     |
| Image manquante.                                                           | Pont de la route des thermes                | Avène               | Avène                  |                 | 43° 45′ 14,8″ N, 3° 06′ 36,66″ E Alt. 358 m  | Pont à voûtes              | D 8                                |              |                     |
| Image manquante.                                                           | Passerelle de la station thermale           | Avène               | Avène                  |                 | 43° 45′ 18,35″ N, 3° 06′ 38,43″ E Alt. 355 m |                            |                                    |              |                     |
| Image manquante.                                                           | Pont de la D 138E5                          | Avène               | Avène                  |                 | 43° 45′ 18,17″ N, 3° 06′ 56,08″ E Alt. 341 m | Pont à voûtes              | D 138E5                            |              |                     |
| Image manquante.                                                           | Pont vicinal de la Rode basse               | Avène               | Avène                  |                 | 43° 44′ 29,58″ N, 3° 06′ 37,46″ E Alt. 340 m | Pont mixte acier-béton     | Chemin vicinal proche de la D 8    |              |                     |
| Image manquante.                                                           | Pont de la Rode basse                       | Avène               | Avène                  |                 | 43° 44′ 26,1″ N, 3° 06′ 40,93″ E Alt. 332 m  | Pont à voûtes              | D 8                                |              |                     |
| Image manquante.                                                           | Pont du Mas d'Ensaire                       | Le Bousquet-d'Orb   | Lunas                  |                 | 43° 43′ 23,31″ N, 3° 07′ 51,37″ E Alt. 278 m | Pont mixte acier-béton     | Chemin vicinal proche de la D 8    |              |                     |
| Image manquante.                                                           | Pont vicinal de Sérieys                     | Le Bousquet-d'Orb   | Lunas                  |                 | 43° 43′ 26,73″ N, 3° 08′ 51,59″ E Alt. 273 m | Pont mixte acier-béton     | Chemin vicinal proche de la D 8    |              |                     |
| Image manquante.                                                           | Pont entre Sérieys et Cazilhac              | Le Bousquet-d'Orb   | Lunas                  |                 | 43° 42′ 54,69″ N, 3° 09′ 33,86″ E Alt. 264 m | Pont à voûtes              | D 8                                |              |                     |
| Image manquante.                                                           | Le Pont d'Orb                               | Le Bousquet-d'Orb   | Lunas                  |                 | 43° 41′ 59,13″ N, 3° 10′ 06,52″ E Alt. 245 m | Pont à voûtes              | D 35                               | 1824         |                     |
| Image manquante.                                                           | Pont de la gare du Bousquet-d'Orb           | Le Bousquet-d'Orb   | Lunas                  |                 | 43° 41′ 42,76″ N, 3° 10′ 06,03″ E Alt. 240 m | Pont en treillis           | Ligne de Béziers à Neussargues     |              |                     |
| Image manquante.                                                           | Pont de la route de Caunas                  | Le Bousquet-d'Orb   | Lunas                  |                 | 43° 41′ 09,63″ N, 3° 10′ 36,46″ E Alt. 231 m | Pont à voûtes              | D 8E9                              |              |                     |
| Image manquante.                                                           | Pont de Boubals                             | La Tour-sur-Orb     | La Tour-sur-Orb        |                 | 43° 39′ 54,41″ N, 3° 09′ 49,63″ E Alt. 220 m | Pont mixte acier-béton     | D 35E20                            |              |                     |
| Pont de Mirande.                                                           | Pont de Mirande sur l'Orb                   | La Tour-sur-Orb     | La Tour-sur-Orb        |                 | 43° 39′ 17,99″ N, 3° 09′ 04,51″ E Alt. 217 m | Pont à voûtes              |                                    |              |                     |
| Image manquante.                                                           | Pont du Mas Blanc sur l'Orb                 | La Tour-sur-Orb     | La Tour-sur-Orb        |                 | 43° 38′ 47,71″ N, 3° 10′ 06,25″ E Alt. 209 m | Pont à voûtes              | D 157                              |              |                     |
| Image manquante.                                                           | Pont du domaine de Pélissols                | Bédarieux           | Bédarieux              |                 | 43° 38′ 12,88″ N, 3° 09′ 49,63″ E Alt. 201 m | Pont mixte acier-béton     | D 35E23                            |              |                     |
| Le Pont de la Préfecture.                                                  | Pont neuf                                   | Bédarieux           | Bédarieux              |                 | 43° 37′ 08,12″ N, 3° 09′ 23,94″ E Alt. 193 m | Pont à voûtes              | D 908                              | 1853         |                     |
| Le Pont-Vieux.                                                             | Pont vieux                                  | Bédarieux           | Bédarieux              |                 | 43° 36′ 58,41″ N, 3° 09′ 25,03″ E Alt. 192 m | Pont à voûtes              | D 35E33                            |              |                     |
| Image manquante.                                                           | Passerelle de Bédarieux                     | Bédarieux           | Bédarieux              |                 | 43° 36′ 48″ N, 3° 09′ 17,64″ E Alt. 185 m    | Pont en treillis           |                                    |              |                     |
| Pont de la route de Saint-Pons.                                            | Pont de la route de Saint-Pons              | Bédarieux           | Bédarieux              |                 | 43° 35′ 46,46″ N, 3° 08′ 26,78″ E Alt. 185 m | Pont en arc                | D 908E3                            |              |                     |
| Image manquante.                                                           | Pont du chemin de fer de la D 908E3         | Bédarieux           | Bédarieux              |                 | 43° 35′ 30,1″ N, 3° 08′ 00,72″ E Alt. 179 m  | Pont en arc                | Ligne de Béziers à Neussargues     |              |                     |
| Image manquante.                                                           | Pont d'Hérépian                             | Hérépian            | Hérépian               |                 | 43° 35′ 22,41″ N, 3° 07′ 11,66″ E Alt. 170 m | Pont à voûtes              | D 909A                             | XIIIe siècle |                     |
| Pont de Lamalou-les-Bains.                                                 | Pont de Lamalou-les-Bains                   | Lamalou-les-Bains   | Les Aires              |                 | 43° 35′ 06,84″ N, 3° 05′ 00,58″ E Alt. 167 m | Pont mixte acier-béton     | D 22E1                             |              |                     |
| Pont suspendu.                                                             | Pont du Poujol-sur-Orb                      | Le Poujol-sur-Orb   | Les Aires              |                 | 43° 34′ 31″ N, 3° 03′ 48,69″ E Alt. 162 m    | Pont suspendu              | Rue du pont suspendu D 180         |              |                     |
| Pont de Tarassac.                                                          | Pont de Tarassac                            | Mons                | Mons                   |                 | 43° 33′ 51,35″ N, 2° 58′ 29,53″ E Alt. 130 m | Pont suspendu              | D 14                               | 1871         |                     |
| Image manquante.                                                           | Pont de Peire Grane                         | Vieussan            | Vieussan               |                 | 43° 32′ 49″ N, 2° 58′ 38,02″ E Alt. 106 m    | Pont à voûtes              | Chemin vicinal proche de la D 14   |              |                     |
| Pont de Vieussan.                                                          | Pont de Vieussan                            | Vieussan            | Vieussan               |                 | 43° 32′ 14,46″ N, 2° 58′ 32,17″ E Alt. 100 m | Pont à voûtes              | D 177                              |              |                     |
| Pont de Ceps.                                                              | Pont de Ceps                                | Roquebrun           | Roquebrun              |                 | 43° 30′ 52,12″ N, 2° 59′ 30,07″ E Alt. 87 m  | Pont à voûtes              | Voirie communale proche de la D 14 |              |                     |
| Pont de Roquebrun.                                                         | Pont de Roquebrun                           | Roquebrun           | Roquebrun              |                 | 43° 29′ 58,1″ N, 3° 01′ 41,69″ E Alt. 72 m   | Pont à voûtes              | Avenue de Balaussan D 14           |              |                     |
| Pont de Cessenon.                                                          | Pont de Cessenon                            | Cessenon-sur-Orb    | Cessenon-sur-Orb       |                 | 43° 27′ 04,34″ N, 3° 02′ 48,8″ E Alt. 48 m   | Pont suspendu              | D 136                              | 1866         |                     |
| Pont de Réals.                                                             | Pont de Réals                               | Cessenon-sur-Orb    | Murviel-lès-Béziers    |                 | 43° 26′ 12,64″ N, 3° 06′ 05,94″ E Alt. 28 m  | Pont en arc                | D 36                               |              |                     |
| Pont Gaston Doumergue.                                                     | Pont de Cazouls                             | Thézan-lès-Béziers  | Thézan-lès-Béziers     | 122 m           | 43° 24′ 43,81″ N, 3° 07′ 54,47″ E Alt. 17 m  | Pont suspendu              | D 16                               | 1853 et 1926 |                     |
| Pont de Tabarka.                                                           | Pont de Tabarka                             | Maraussan           | Lignan-sur-Orb         |                 | 43° 22′ 12,73″ N, 3° 10′ 30,8″ E Alt. 15 m   | Pont en treillis           | D 39                               |              |                     |
| Image manquante.                                                           | Pont de la voie rapide de Béziers sur l’Orb | Maraussan           | Béziers                |                 | 43° 21′ 54,98″ N, 3° 10′ 43,99″ E Alt. 15 m  | Pont mixte acier-béton     | D 612                              |              |                     |
| Vieux pont sur l'Orb.                                                      | Vieux pont sur l'Orb                        | Béziers             | Béziers                | 241 m           | 43° 20′ 21,43″ N, 3° 12′ 28,85″ E Alt. 14 m  | Pont à voûtes              |                                    | XIIe siècle  | 1963.               |
| Pont neuf de Béziers.                                                      | Pont neuf                                   | Béziers             | Béziers                |                 | 43° 20′ 18,66″ N, 3° 12′ 32,23″ E Alt. 14 m  | Pont à voûtes              | D 11                               | 1844         |                     |
| Pont du chemin de fer de Béziers.                                          | Pont du chemin de fer                       | Béziers             | Béziers                |                 | 43° 20′ 12,95″ N, 3° 12′ 37,76″ E Alt. 13 m  | Pont en arc                | Ligne de Bordeaux à Sète           |              |                     |
| Pont d’Occitanie de Béziers.                                               | Pont d’Occitanie                            | Béziers             | Béziers                |                 | 43° 20′ 06,94″ N, 3° 12′ 44,35″ E Alt. 8 m   | Pont en béton précontraint |                                    |              |                     |
| Pont-canal de l'Orb.                                                       | Pont-canal de l'Orb                         | Béziers             | Béziers                | 240 m           | 43° 20′ 04,66″ N, 3° 12′ 46,42″ E Alt. 8 m   | Pont-canal                 | Pont latéral au canal du Midi      | 1854         | 1996.               |
| Image manquante.                                                           | Pont de l’A9 sur l’Orb                      | Sauvian             | Villeneuve-lès-Béziers |                 | 43° 18′ 43,24″ N, 3° 15′ 12,12″ E Alt. 7 m   | Pont en béton précontraint | A9                                 |              |                     |
| Pont de Sérignan.                                                          | Pont rouge                                  | Sérignan            | Sérignan               | 81 m            | 43° 17′ 05,86″ N, 3° 16′ 52,43″ E Alt. 7 m   | Pont en treillis           | D 37                               | 1852 et 1908 |                     |
| Image manquante.                                                           | Passerelle Saint Roch                       | Sérignan            | Sérignan               |                 | 43° 17′ 00,86″ N, 3° 16′ 56,73″ E Alt. 7 m   |                            |                                    |              |                     |
| Image manquante.                                                           | Pont de la voie rapide de Sérignan          | Sérignan            | Sérignan               |                 | 43° 16′ 51,9″ N, 3° 17′ 12,15″ E Alt. 7 m    | Pont en béton précontraint | D 64                               |              |                     |
| Mer Méditerranée -43° 14′ 46,43″ N, 3° 17′ 53,85″ E                        |                                             |                     |                        |                 |                                              |                            |                                    |              |                     |

## Source et références
Source
- [PDF] « Synthèse des ponts dans la région du Languedoc », sur art-et-histoire.com, 8 novembre 2008 (consulté le 19 février 2019), p. 75

Références
1. ↑  Le barrage des Monts d’Orb, publié sur le site de l'Office de Tourisme Pays des Monts et des Sources (consulté le 20 février 2019)
2. ↑  « Pont d'Avène », notice no IA00029172, sur la plateforme ouverte du patrimoine, base Mérimée, ministère français de la Culture (consulté le 20 février 2019)
3. ↑  Synthèse des ponts dans la région du Languedoc, p. 23.
4. ↑  Synthèse des ponts dans la région du Languedoc, p. 18.
5. ↑  Synthèse des ponts dans la région du Languedoc, p. 36.
6. ↑  Synthèse des ponts dans la région du Languedoc, p. 74.
7. ↑  Synthèse des ponts dans la région du Languedoc, p. 28.
8. ↑  Synthèse des ponts dans la région du Languedoc, p. 46.
9. 1 2  « Vieux pont sur l'Orb », notice no PA00103395, sur la plateforme ouverte du patrimoine, base Mérimée, ministère français de la Culture (consulté le 20 février 2019)
10. ↑  Synthèse des ponts dans la région du Languedoc, p. 22.
11. 1 2  « Pont-aqueduc sur l'Orb », notice no PA34000003, sur la plateforme ouverte du patrimoine, base Mérimée, ministère français de la Culture (consulté le 20 février 2019)
12. ↑  Synthèse des ponts dans la région du Languedoc, p. 68.
13. ↑  Le pont rouge et la passerelle Saint Roch, publié en mars 2018 sur le site ville-serignan.fr (consulté le 20 février 2019)